# 伯 (泰勒馬克郡)
伯是挪威泰勒馬克郡已撤销的市镇。
2020年1月1日伯市镇和賽于赫拉市镇合并为新的中泰勒马克市镇，并隶属于新成立的西福尔-泰勒马克郡。